# Spaghetticode

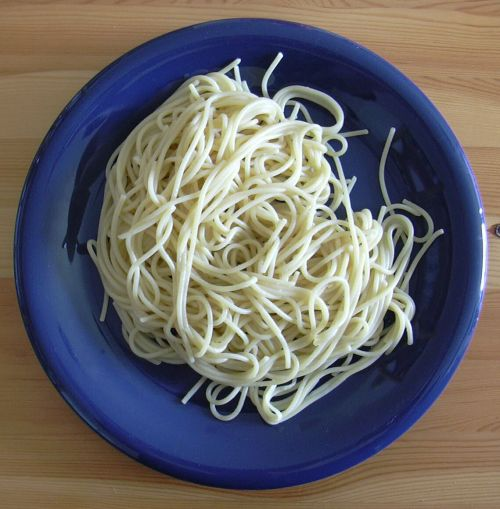
Ein Teller Spaghetti sieht verworren und unübersichtlich aus. Von diesem Aussehen leitet sich der Name Spaghetticode ab.

Spaghetticode ist ein abwertender Begriff für Software-Quellcode, der verworrene Kontrollstrukturen aufweist. Ein Indiz dafür kann etwa die Verwendung von Sprunganweisungen (wie GOTO) sein, wobei man zum gleichen Ziel auch ohne Sprunganweisung gelangen würde. Jedes verworrene und auch für erfahrene Programmierer schlecht nachvollziehbare Stück Quellcode kann als Spaghetticode bezeichnet werden. Eine so geschriebene Software muss nicht schlecht funktionieren, auch bedeutet Spaghetticode nicht zwingend eine mangelhafte Kommentierung der einzelnen Programmierschritte, allerdings führt Spaghetticode auf Grund der schlechten Nachvollziehbarkeit zu erhöhtem Wartungsaufwand. Zudem kann Spaghetticode bei ähnlichen Anforderungen in der Regel wesentlich schlechter oder nur mit hohem Aufwand wiederverwendet werden.
Spaghetticode kann unterschiedliche Ursachen haben. Oft neigen unerfahrene Programmierer dazu, „einfach drauf los zu programmieren“, wodurch zwangsläufig Spaghetticode entsteht. Auch die wiederholte spätere Erweiterung des Quellcodes, ohne dass ein Refactoring durchgeführt wird, kann zu Durcheinander und damit zu Spaghetticode führen.

## Programmierbeispiel
Das nachfolgende, in der Programmsprache BASIC erstellte Programm gibt die Zahlen 1 bis 10 zusammen mit dem jeweiligen Quadrat der Zahl auf dem Bildschirm aus. Die beiden aufeinander folgenden GOTO-Anweisungen machen den Spaghetticode aus: Sie sind im Allgemeinen nicht nötig, und sie erschweren die Lesbarkeit für Interessierte, die den Code nachvollziehen wollen. In der Praxis ist Spaghetticode oft erheblich komplexer.
```
10
 
i
 
=
 
0

20
 
i
 
=
 
i
 
+
 
1

30
 
PRINT
 
i
;
 
" squared = "
;
 
i
 
*
 
i

40
 
IF
 
i
 
>=
 
10
 
THEN
 
GOTO
 
60

50
 
GOTO
 
20

60
 
PRINT
 
"Program Fully Completed."

70
 
END

```

Im Klartext sagt das Programm: Fang' bei 0 an, danach erhöhe immer um eine 1. Bringe das Ergebnis auf den Bildschirm, zusammen mit seinem Quadrat. Wenn die Zahl größer oder gleich 10 ist, spring nach unten. Ansonsten spring an den Anfang. Fertig.
Das folgende Programm leistet dasselbe, kommt aber ohne die beiden Sprünge aus. Es ist zudem kürzer und damit eleganter. Paraphrasiert funktioniert es so: Fange bei 1 an und gehe bis 10, bringe die jeweilige Zahl auf den Bildschirm, zusammen mit ihrem Quadrat. Hol' die nächste Zahl aus dem Pool. Fertig.
```
10
 
FOR
 
i
 
=
 
1
 
TO
 
10

20
 
PRINT
 
i
;
 
" squared = "
;
 
i
 
*
 
i

30
 
NEXT
 
i

40
 
PRINT
 
"Program Fully Completed."

50
 
END

```

Es gibt aber noch weitere Anzeichen für Spaghetticode. Der GOTO-Sprung im ersten Programm ist noch im Rahmen, kann aber zu Folgendem verleiten:
```
10
 
CLS

20
 
i
 
=
 
0

30
 
i
 
=
 
i
 
+
 
1

40
 
PRINT
 
i
;
 
" squared = "
;
 
i
 
*
 
i

50
 
IF
 
i
 
>=
 
10
 
THEN
 
GOTO
 
70

60
 
GOTO
 
30

70
 
PRINT
 
"Program Completed."

80
 
INPUT
 
"Do it Again (j)"
;
 
sel$

90
 
IF
 
sel$
 
=
 
"j"
 
THEN
 
GOTO
 
10

100
 
END

```

Diese Nutzung von GOTO führt meist dazu, dass man zwischen Programmblöcken hin und her springt, und damit ein richtiges Spaghetticode-Chaos anrichtet. Das gilt nicht nur für die GOTO-Anweisungen. Gerne wird auch mit IF-Blöcken, die in sich mehrere Blöcke mit IF, FOR oder anderen Unterprozeduren enthalten, ein „Klammerchaos“ verursacht, wie das folgende Programm anhand von IF, FOR und GOTO verdeutlicht:
```
10
 
FOR
 
ia
 
=
 
1
 
TO
 
10

20
 
IF
 
ia
 
=
 
5
 
THEN

30
 
FOR
 
ib
 
=
 
1
 
TO
 
10

40
 
PRINT
 
"LOOP:"
;
ia
;
" SUB LOOP:"
;
ib

50
 
IF
 
ib
 
=
 
8
 
THEN
 
GOTO
 
80

60
 
NEXT
 
ib

70
 
END
 
IF

80
 
PRINT
 
"SUB LOOP:"
;
ia
;
" END"

90
 
NEXT
 
ia

100
 
END

```

Dieses Beispiel ist auch noch überschaubar, sollte man aber größere Sprünge in mehreren Ebenen machen, endet man bei einem Quellcode, der irgendwann auch vom Schreiber selbst nicht mehr durchschaubar ist.
Die größte Gefahr, als Programmierer selbst Spaghetticode zu produzieren entsteht, wenn man eine Programmiersprache verwendet, die man noch nicht überblickt, oder der Befehle zur einfachen Schleifensteuerung fehlen, z. B. in vielen Assemblersprachen. Dann ist es unerlässlich, mit Sprungbefehlen zu arbeiten, wobei man schnell den Überblick verlieren kann.
Bestes Beispiel für reinste Sprünge ist ein endlicher Automat.
Generell wird empfohlen, den Code in kleine, überschaubare Einheiten (Methoden, Funktionen) zu teilen und gleiche Teile wiederzuverwenden. Es kann deshalb von Vorteil sein, auf Papier die Ideen zu der Programmierung zu skizzieren und anschließend den Quellcode zu erstellen.

## Programmierparadigmen
Unterschiedliche Programmierparadigmen bieten unterschiedliche Mittel, um Spaghetticode zu vermeiden. Die Objektorientierte Programmierung bietet beispielsweise verschiedene Möglichkeiten, um Code innerhalb von Klassen und über Klassengrenzen hinweg zu verteilen und wiederzuverwenden. Jedoch kann nur mittels konsequenter Einhaltung der Paradigmen der objektorientierten Programmierung Spaghetticode vermieden werden. Insbesondere die Einhaltung der Prinzipien objektorientierten Designs, korrekte Benutzung von Entwurfsmustern und Domain-driven Design verhindern Spaghetticode.